# Hysen Kajdomçaj
Hysen Kajdomçaj was een Joegoslavisch politicus van de partij Liga van Communisten van Kosovo (Savez Komunista Kosovo (i Metohija) (SKK)), de toen enige politieke partij van Kosovo.
Van 27 juni 1989 tot 11 april 1990 was hij de laatste president van het presidentschap in de Socialistische Autonome Provincie Kosovo, de naam van Kosovo tussen 1974 tot 1990 als onderdeel van de republiek Servië in de federatie Joegoslavië. Zijn voorganger was Remzi Kolgeci. Aan het eind van Kajdomçajs presidentschap werd de autonome status van Kosovo teruggedraaid en werden de rechten van Kosovo als Autonome Provincie Kosovo en Metohija teruggedraaid naar de tijd tot 1974.